# Stéphane Hernandez
Pour l’article homonyme, voir Hernandez.
Stéphane Hernandez est un footballeur français né le 24 août 1979 à Échirolles. Il évoluait au poste de défenseur central.

## Biographie
Il joue son premier match en D1 le 28 août 1999 lors du match Sedan-ASSE (3-2) au cours duquel il se fait expulser. Au total il dispute 23 matchs en Ligue 1 avec l'ASSE et participe à la remontée du club en L1.
Néanmoins, Stéphane rejoint par la suite des clubs amateurs, dont Chambéry avec qui il réalise une épopée historique en Coupe de France (saison 2010-2011), devenant le premier club de CFA2 à éliminer trois équipes de première division.
À l'été 2012, il rejoint le club de Haut-Lyonnais, né de la fusion des clubs de Saint-Symphorien-sur-Coise et de l'Olympique des Monts. Il évolue alors en championnat d'excellence du Rhône.
De 2018 à 2022, il est entraineur de l'Association Sportive Savigneux Montbrison qui évolue en Régionale 2[réf. nécessaire].

## Carrière
- 1997-2005 :  AS Saint-Étienne
- 2005-2008 :  Amiens SC
- 2008-Nov. 2008 :  Vannes OC
- Nov. 2008-Déc. 2009 :  Croix de Savoie
- 2010-2012 :  Chambéry[2]

## Palmarès
- Champion de France de Ligue 2 en 2004 avec l'ASSE
- Champion de France de National en 2010 avec l'Évian Thonon Gaillard Football Club
- Champion de France amateur 2 (vainqueur du groupe D) en 2011 avec le Stade olympique de Chambéry football

## Statistiques
- 23 matchs en Ligue 1
- 142 matchs et 3 buts en Ligue 2
- 16 matchs en National